# Algansea tincella
Algansea tincella és una espècie de peix cipriniforme de la família dels ciprínids que es troba a Mèxic.